# 少拜寺镇
少拜寺镇，是中华人民共和国河南省南阳市唐河县下辖的一个乡镇级行政单位。

## 行政区划
少拜寺镇下辖以下地区：
少拜寺村、黄庄村、李岗村、彭寨村、大田庄村、小河李村、小河刘村、郝常庄村、七台村、杨楼村、邢庄村、后牛沟村、南田庄村、涧岭店村、东坡村、董岗村、胡洼村、邓岗村、韩庄村和枣庄村。